# Adolpho Rubio Morales

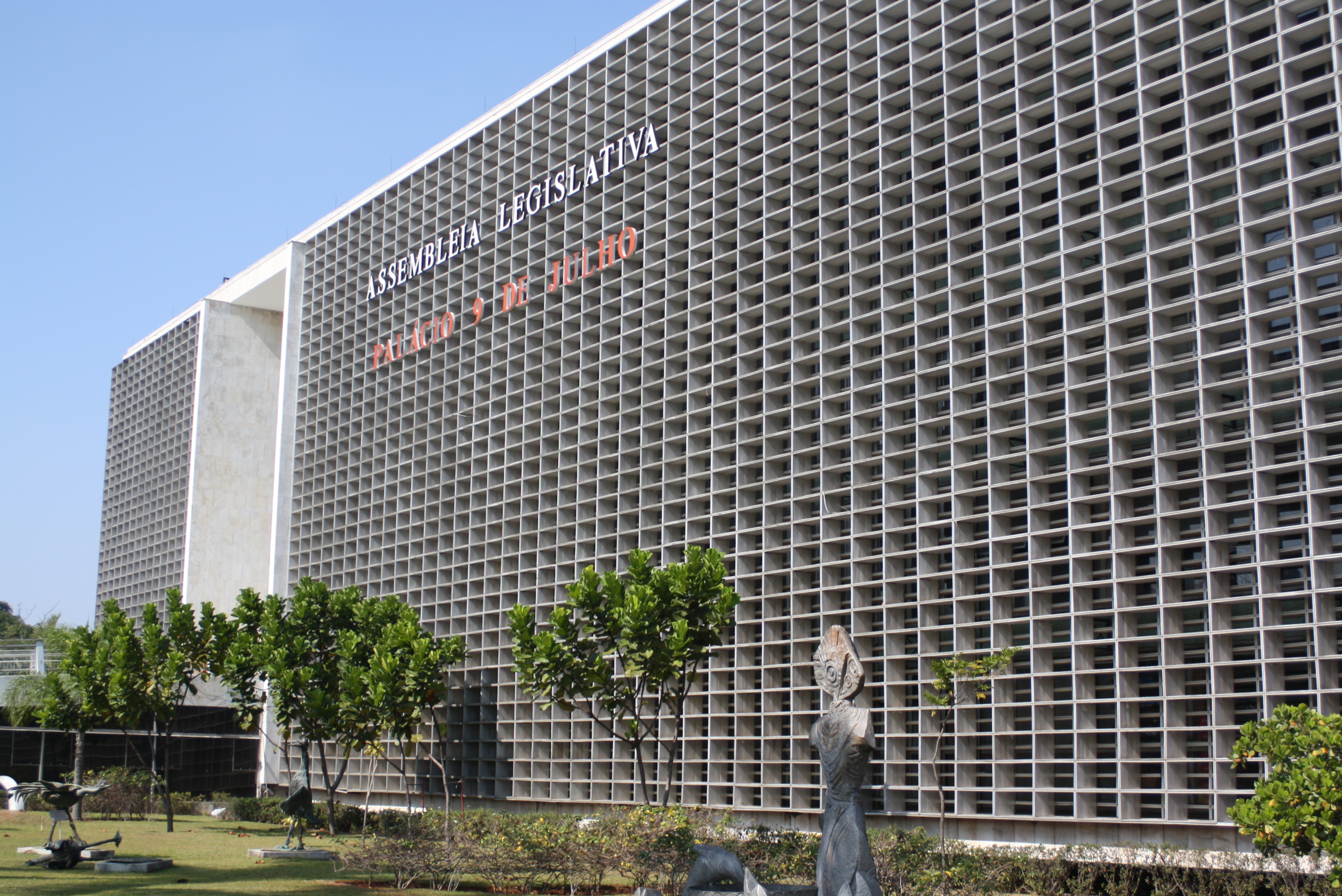
Palacio 9 de Julio, en São Paulo, de Rubio Morales.

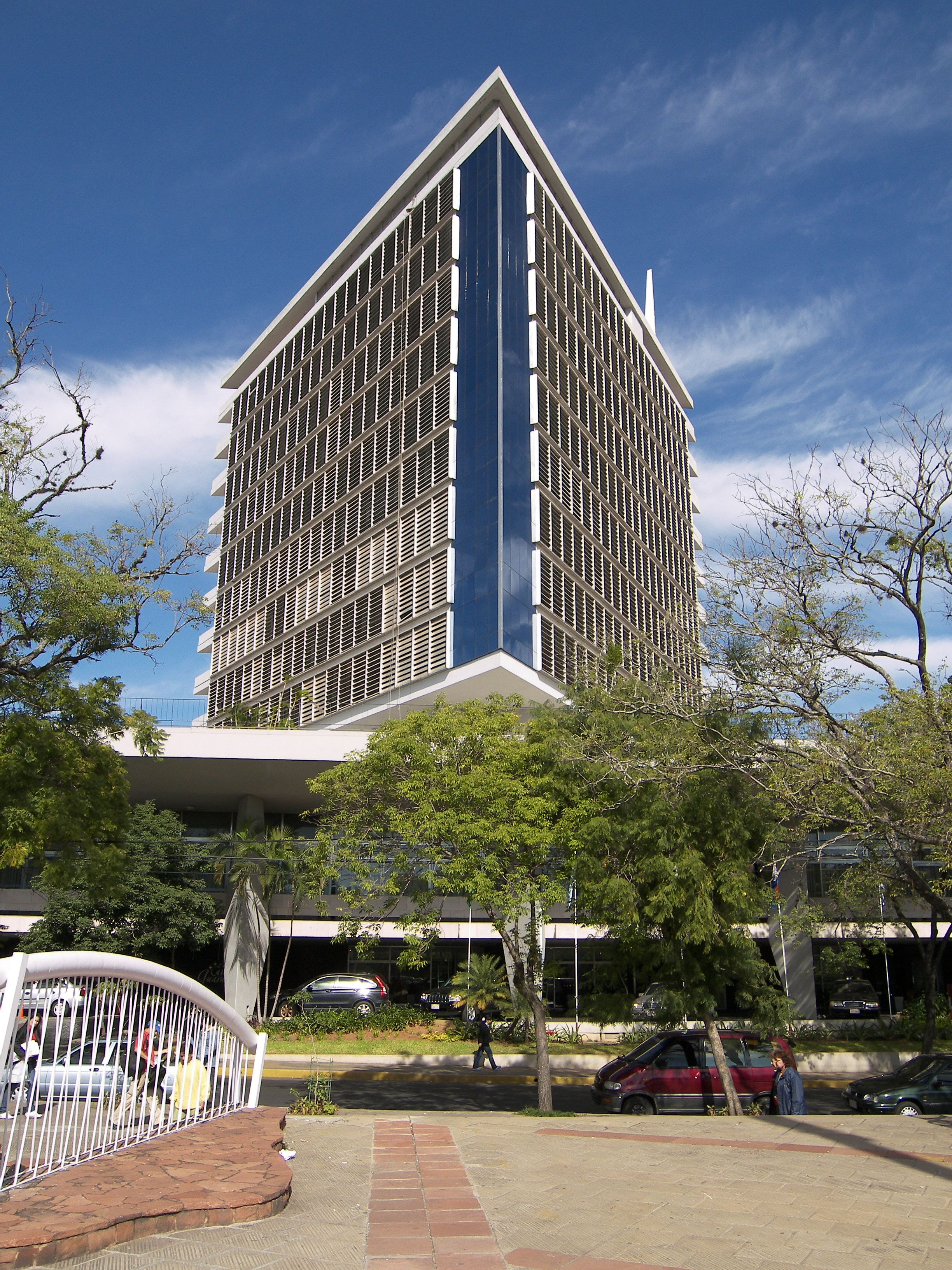
Hotel Guaraní, en Asunción.

Adolpho Rubio Morales fue un arquitecto brasileño (Chavantes, estado de São Paulo, 12 de enero de 1924 – São Paulo, 13 de octubre de 2011). Entre sus proyectos se encuentran el Palacio 9 de Julio, que alberga la Asamblea Legislativa del Estado de São Paulo y el edificio de la Televisión Bandeirantes y Radio, en colaboración con el arquitecto Eduardo Corona.
El hijo de inmigrantes españoles, Rubio Morales se mudó a São Paulo a fin de completar su tercer estudio. Luego fue a Río de Janeiro, entrando en la Facultad de Arquitectura y Bellas Artes, de regreso al final del curso de Sao Paulo, donde estableció su oficina. Rubio Morales participó en el concurso para la nueva capital federal y en la década de 1960 ganó en colaboración con Fabio Moreira de Sá Kok, la licitación para la construcción del nuevo edificio para albergar a la Asamblea Legislativa de São Paulo. El edificio abrió sus puertas en 1968, es hoy una de las postales de la ciudad de São Paulo. Entre sus proyectos, todavía hay el Hotel Guaraní en Asunción, Paraguay, también el resultado de un concurso internacional de arquitectura, que Adolpho Rubio Morales ganó.